# Torneo Competencia 1957
Het Torneo Competencia 1957 was de achttiende editie van deze Uruguayaanse voetbalcompetitie. Het toernooi stond enkel open voor clubs uit de Primera División en liep van april tot juni 1957. Het toernooi werd voor de tiende maal gewonnen door CA Peñarol, dat hun titel prolongeerde.

## Teams
Aan het Torneo Competencia deden enkel ploegen mee die dat jaar speelden in de Primera División. In 1957 waren dat onderstaande ploegen, die allen uit Montevideo afkomstig waren. Daardoor ontbrak het gedegradeerde IA Sud América voor het eerst sinds 1949. Hun plek werd ingenomen door promovendus CA Fénix.
| Clubs        | Clubs                     |
| ------------ | ------------------------- |
| CA Cerro     | Montevideo Wanderers FC   |
| Danubio FC   | Club Nacional de Football |
| CA Defensor  | CA Peñarol                |
| CA Fénix     | Racing Club de Montevideo |
| Liverpool FC | Rampla Juniors FC         |

## Toernooi-opzet
Het Torneo Competencia werd gespeeld voorafgaand aan de Primera División. De tien deelnemende clubs speelden een halve competitie tegen elkaar en de ploeg die de meeste punten behaalde werd eindwinnaar. De behaalde resultaten telden ook mee voor het Torneo de Honor 1957. Het toernooi was een Copa de la Liga; een officieel toernooi, georganiseerd door de Uruguayaanse voetbalbond (AUF).

## Toernooiverloop
Behalve titelverdediger CA Peñarol en regerend landskampioen Club Nacional de Football - de twee traditionele grootmachten - won ook Racing Club de Montevideo hun eerste twee duels. In de derde speelronde wist Racing te verrassen door met 4–2 van Nacional te winnen. Ook de volgende wedstrijd hielden ze gelijke tred met Peñarol door rode lantaarn Liverpool FC te verslaan.
In de vijfde speelronde kwam stonden Peñarol en Racing tegenover elkaar. Deze wedstrijd won Peñarol met 3–1, waardoor zij als enige koploper overbleven. De daaropvolgende wedstrijd leed Peñarol hun eerste puntverlies, een doelpuntloos gelijkspel tegen CA Defensor. Omdat Racing en Nacional allebei ook niet wonnen slonk de voorsprong van Peñarol echter niet.
Op 16 juni speelden Peñarol en Nacional tegen elkaar. Bij een overwinning voor Peñarol zouden ze hun titel in het Torneo Competencia prolongeren. Het was echter Nacional dat tweemaal op voorsprong kwam. Peñarol kon beide keren gelijkmaken en de wedstrijd eindigde in 2–2. Door deze uitslag was Nacional wel uitgeschakeld voor de toernooiwinst. De enige ploeg die Peñarol nog kon achterhalen was Montevideo Wanderers FC, dat de eerste speelronde van Peñarol had verloren, maar daarna ongeslagen was gebleven. Indien dat zou gebeuren, dan zou het toernooi onbeslist eindigen. Weliswaar verloor Peñarol hun laatste wedstrijd tegen Liverpool, maar omdat Wanderers niet kon scoren tegen Racing betekende dit alsnog dat Peñarol het Torneo Competencia had gewonnen. Het was voor de Aurinegros hun tiende eindzege van dit toernooi. Nacional en Montevideo Wanderers eindigden uiteindelijk als tweede en derde met één punt achterstand. CA Cerro wist slechts eenmaal te winnen en werd laatste.

### Eindstand
|     | Club                      | Sp. | W | G | V | Pnt. | DV | DT | DS  |
| --- | ------------------------- | --- | - | - | - | ---- | -- | -- | --- |
| 1.  | CA Peñarol                | 9   | 6 | 2 | 1 | 14   | 26 | 9  | +17 |
| 2.  | Club Nacional de Football | 9   | 5 | 3 | 1 | 13   | 28 | 16 | +12 |
| 3.  | Montevideo Wanderers FC   | 9   | 5 | 3 | 1 | 13   | 15 | 9  | +6  |
| 4.  | Racing Club de Montevideo | 9   | 4 | 3 | 2 | 11   | 20 | 17 | +3  |
| 5.  | CA Defensor               | 9   | 3 | 3 | 3 | 9    | 12 | 16 | –4  |
| 6.  | Rampla Juniors FC         | 9   | 3 | 1 | 5 | 7    | 18 | 23 | –5  |
| 7.  | Danubio FC                | 9   | 2 | 3 | 4 | 7    | 10 | 18 | –8  |
| 8.  | CA Fénix                  | 9   | 3 | 0 | 6 | 6    | 16 | 23 | –7  |
| 9.  | Liverpool FC              | 9   | 3 | 0 | 6 | 6    | 13 | 20 | –7  |
| 10. | CA Cerro                  | 9   | 1 | 2 | 6 | 4    | 14 | 21 | –7  |

| Winnaar Torneo Competencia 1957 |
| ------------------------------- |
| CA Peñarol 10e titel            |

1934 ·
1936 ·
1941 ·
1942 ·
1943 ·
1944 ·
1945 ·
1946 ·
1947 ·
1948 ·
1949 ·
1950 ·
1951 ·
1952 ·
1953 ·
1955 ·
1956 ·
1957 ·
1958 ·
1959 ·
1961 ·
1962 ·
1963 ·
1964 ·
1967 ·
1985 ·
1986 ·
1987 ·
1988 ·
1989 ·
1990